# Wachendorf (Lingen)
Der Ort Wachendorf ist eine ehemalige Gemeinde, gehört seit 1978 zur Stadt Lingen und ist seitdem ein Teil der Ortschaft Altenlingen. Das Dorf liegt etwa fünf Kilometer nordwestlich von Lingen im Landschaftsschutzgebiet Emstal an der Ems.

## Geschichte
Wachendorf entstand vor etwa 1.200 Jahren, als Bauern den ersten Bauernhof auf einer Anhöhe an der Ems erbauten. Im Jahr 1000 wurde der Ort erstmals als Wachendorphe in den Heberegistern der Abtei Corvey genannt. Nach und nach entstanden neue Häuser und neue Bewohner fanden dort ihren Wohnsitz. Im 19. Jahrhundert wurden auf Wachendorfer Gebiet Neusiedler in der Kolonie Mühlengraben angesiedelt. Nach Hebelisten gab es im Jahr 1857 in Wachendorf zwölf Haushalte und in Mühlengraben fünf. Während des Zweiten Weltkrieges wurden Teile des Dorfes zerstört, welche aber in großer Gemeinschaftsarbeit wiederaufgebaut wurden.
Bis 1948 gehörte Wachendorf zum Kirchspiel Hesepe, danach zu Dalum, Landkreis Meppen. Wachendorf wurde am 1. März 1974 zunächst im Zuge der niedersächsischen Gemeindegebietsreform nach Wietmarschen, ursprünglich im Landkreis Grafschaft Bentheim, danach im Landkreis Lingen, eingemeindet. Am 1. August 1977 ging der Landkreis Lingen zum größten Teil im neu gegründeten Landkreis Emsland auf; Wachendorf gelangte mit der Gemeinde Wietmarschen jedoch in den Landkreis Grafschaft Bentheim.
Am 1. Juli 1978 erfolgte die Umgliederung Wachendorfs (mit Herzford und Rheitlage) in die Stadt Lingen (Ems), Landkreis Emsland.
In Wachendorf gibt es ein Denkmal für gefallene Gemeindemitglieder im Ersten und Zweiten Weltkrieg und einen 1913 gegründeten Schützenverein.

### Einwohnerentwicklung
| Jahr          | 1961 | 1970 | 2006 | 2009 |
| ------------- | ---- | ---- | ---- | ---- |
| Einwohnerzahl | 169  | 167  | 123  | 119  |

### Bürgermeister
- 1960–1974 Alfred Thedering (nach Eingemeindung bis 1986 als Ortsbürgermeister)[5]

## Naturschutz
Wachendorf liegt insgesamt im Landschaftsschutzgebiet Emstal, das sich im gesamten niedersächsischen Emsland erstreckt.
Auf dem Gebiet der Ortschaft befinden sich darüber hinaus die Naturschutzgebiete „Wachendorfer Wacholderhain“, „Wacholderheide“ und „Moorschlatts und Heiden in Wachendorf“ sowie das Naturdenkmal „Sumpffläche am Kiebitz“.